# Qatar ExxonMobil Open 2022
Giải quần vợt Qatar Mở rộng 2022 (còn được biết đến với Qatar ExxonMobil Open 2022 vì lý do tài trợ) là một giải quần vợt nam thi đấu trên mặt sân cứng trong nhà. Đây là lần thứ 30 Giải quần vợt Qatar Mở rộng được tổ chức, và là một phần của ATP Tour 250 trong ATP Tour 2022. Giải đấu diễn ra tại Khalifa International Tennis and Squash Complex ở Doha, Qatar từ ngày 14 đến ngày 21 tháng 2 năm 2022.

## Điểm và tiền thưởng

### Phân phối điểm
| Sự kiện | VĐ  | CK  | BK | TK | Vòng 1/16 | Vòng 1/32 | Q  | Q2 | Q1 |
| Đơn     | 250 | 150 | 90 | 45 | 20        | 0         | 12 | 6  | 0  |
| Đôi     | 250 | 150 | 90 | 45 | 0         | —         | —  | —  | —  |

### Tiền thưởng
| Sự kiện | VĐ       | CK      | BK      | TK      | Vòng 1/16 | Vòng 1/32 | Q2     | Q1     |
| Đơn     | $114,875 | $80,410 | $53,255 | $35,510 | $22,975   | $12,530   | $6,265 | $3,130 |
| Đôi*    | $40,720  | $29,240 | $18,800 | $12,530 | $7,310    | —         | —      | —      |

*mỗi đội

## Nội dung đơn

### Hạt giống
| Quốc gia | Tay vợt               | Xếp hạng1 | Hạt giống |
| -------- | --------------------- | --------- | --------- |
| CAN      | Denis Shapovalov      | 12        | 1         |
| ESP      | Roberto Bautista Agut | 17        | 2         |
| GEO      | Nikoloz Basilashvili  | 21        | 3         |
| CRO      | Marin Čilić           | 24        | 4         |
| GBR      | Dan Evans             | 27        | 5         |
| RUS      | Karen Khachanov       | 28        | 6         |
| KAZ      | Alexander Bublik      | 31        | 7         |
| RSA      | Lloyd Harris          | 35        | 8         |

- 1 Bảng xếp hạng vào ngày 7 tháng 2 năm 2022.

### Vận động viên khác
Đặc cách:
- Marin Čilić
- Malek Jaziri
- Andy Murray[3]

Vượt qua vòng loại:
- Christopher Eubanks
- Thomas Fabbiano
- Jozef Kovalík
- Christopher O'Connell

Thua cuộc may mắn:
- João Sousa
- Elias Ymer

### Rút lui
Trước giải đấu
- Alex de Minaur → thay thế bởi  Alex Molčan
- Filip Krajinović → thay thế bởi  Elias Ymer
- Gaël Monfils → thay thế bởi  Emil Ruusuvuori
- Lorenzo Musetti → thay thế bởi  João Sousa
- Jan-Lennard Struff → thay thế bởi  Jiří Veselý

## Nội dung đôi

### Hạt giống
| Quốc gia | Tay vợt        | Quốc gia | Tay vợt       | Xếp hạng1 | Hạt giống |
| -------- | -------------- | -------- | ------------- | --------- | --------- |
| CRO      | Nikola Mektić  | CRO      | Mate Pavić    | 3         | 1         |
| CRO      | Ivan Dodig     | NZL      | Michael Venus | 28        | 2         |
| NED      | Wesley Koolhof | GBR      | Neal Skupski  | 40        | 3         |
| BEL      | Sander Gillé   | BEL      | Joran Vliegen | 59        | 4         |

- 1 Bảng xếp hạng vào ngày 7 tháng 2 năm 2022.

### Vận động viên khác
Đặc cách:
- Issa Alharrasi /  Illya Marchenko
- Malek Jaziri /  Mubarak Zaid

Thay thế:
- Emil Ruusuvuori /  Elias Ymer

### Rút lui
Trước giải đấu
- Kwon Soon-woo /  Lorenzo Musetti → thay thế bởi  Emil Ruusuvuori /  Elias Ymer
- Arthur Rinderknech /  Jan-Lennard Struff → thay thế bởi  Manuel Guinard /  Arthur Rinderknech

## Nhà vô địch

### Đơn
- Roberto Bautista Agut đánh bại  Nikoloz Basilashvili, 6–3, 6–4

### Đôi
- Wesley Koolhof /  Neal Skupski đánh bại  Rohan Bopanna /  Denis Shapovalov 7–6(7–4), 6–1.